# Triennale der Photographie
Die Triennale der Photographie Hamburg ist ein Festival der Fotografie in Hamburg und Umgebung.
Die Triennale geht auf die Initiative des Fotografen und Sammlers F. C. Gundlach zurück, der die Direktoren der großen Museen Hamburgs für diese Idee gewinnen konnte. Seit 1999 gibt es alle drei Jahre ein Festival der Fotografie in Hamburg und Umgebung, dessen entscheidende Grundlage die Zusammenarbeit der Museen und kulturellen Institutionen ist. Nicht nur national, sondern auch international ist der gemeinsame Auftritt von zehn der wichtigsten Häuser einer Stadt für die Fotografie einmalig. Das gab und gibt Impulse und Anstoß für viele Kunstgalerien und zahlreiche andere Veranstalter, ihre Räume der Fotografie zu öffnen. 
Inzwischen hat sich die Triennale der Photographie zu einem international bedeutenden Festival innerhalb der Fotoszene entwickelt. An der 3. Triennale im Jahre 2005 haben sich 83 Veranstalter mit insgesamt 114 Ausstellungen beteiligt, die von 260.000 Gästen besucht wurden. Neben den vielfältigen Ausstellungen, die das gesamte Spektrum des Mediums Fotografie zeigen, ergänzten Symposien, Vorträge und Fachtagungen das Programm. Alle drei Jahre verschafft die Triennale einen Überblick über zeitgenössische Entwicklungen künstlerischer und dokumentarischer Fotografie weltweit. 